# Marco Soares
Marco Paulo Silva Soares (ur. 16 czerwca 1984 w Setúbal) – kabowerdeński piłkarz grający na pozycji pomocnika. Od 2019 roku jest zawodnikiem klubu FC Arouca.

## Kariera klubowa
Swoją karierę piłkarską Soares rozpoczął klubie Sporting CP. Następnie w 1998 roku podjął treningi w FC Barreirense. W 2003 roku zadebiutował w pierwszym zespole. W sezonie 2004/2005 awansował z Barreirense z Segunda Divisão do Segunda Liga.
W 2006 roku Soares przeszedł do União Leiria, jednak od razu został wypożyczony do drugoligowego SC Olhanense. W 2007 roku wrócił do Leirii i zadebiutował w niej 12 marca 2007 w przegranym 0:2 wyjazdowym meczu z Benfiką. Wiosną 2008 wypożyczono go do Pandurii Târgu Jiu, w którym rozegrał jeden ligowy mecz. W latach 2008–2012 ponownie grał w União Leiria.
Latem 2012 Soares został zawodnikiem Omonii Nikozja, w której zadebiutował 2 września 2012 w wygranym 5:0 domowym meczu z AO Ajia Napa.
W 2014 Soares przeszedł do Primeiro de Agosto.
| Sezon   | Klub                  | Kraj       | Rozgrywki                 | Mecze | Bramki |
| ------- | --------------------- | ---------- | ------------------------- | ----- | ------ |
| 2002/03 | FC Barreirense        | Portugalia | Segunda Divisão           | 2     | 0      |
| 2003/04 | FC Barreirense        | Portugalia | Segunda Divisão           | 32    | 2      |
| 2004/05 | FC Barreirense        | Portugalia | Segunda Divisão           | 32    | 4      |
| 2005/06 | FC Barreirense        | Portugalia | Segunda Liga              | 30    | 2      |
| 2006/07 | SC Olhanense          | Portugalia | Segunda Liga              | 15    | 2      |
| 2006/07 | União Leiria          | Portugalia | Primeira Liga             | 1     | 0      |
| 2007/08 | União Leiria          | Portugalia | Primeira Liga             | 1     | 0      |
| 2007/08 | Pandurii Târgu Jiu    | Rumunia    | Liga I                    | 1     | 0      |
| 2008/09 | União Leiria          | Portugalia | Segunda Liga              | 26    | 1      |
| 2009/10 | União Leiria          | Portugalia | Primeira Liga             | 17    | 2      |
| 2010/11 | União Leiria          | Portugalia | Primeira Liga             | 8     | 0      |
| 2011/12 | União Leiria          | Portugalia | Primeira Liga             | 14    | 0      |
| 2012/13 | Omonia Nikozja        | Cypr       | Protathlima A’ Kategorias | 26    | 3      |
| 2013/14 | Omonia Nikozja        | Cypr       | Protathlima A’ Kategorias | 14    | 1      |
| 2014    | CD Primeiro de Agosto | Angola     | Girabola                  | 2     | 0      |
| 2015    | CD Primeiro de Agosto | Angola     | Girabola                  | 2     | 0      |
| 2015/16 | AEL Limassol          | Cypr       | Protathlima A’ Kategorias | 32    | 0      |
| 2016/17 | AEL Limassol          | Cypr       | Protathlima A’ Kategorias | 35    | 3      |
| 2017/18 | AEL Limassol          | Cypr       | Protathlima A’ Kategorias | 33    | 2      |
| 2018/19 | CD Feirense           | Portugalia | Primeira Liga             | 16    | 0      |
| 2019/20 | CD Feirense           | Portugalia | Segunda Liga              | 1     | 0      |
| 2019/20 | FC Arouca             | Portugalia | Segunda Divisão           |       |        |

## Kariera reprezentacyjna
W reprezentacji Republiki Zielonego Przylądka Soares zadebiutował w 2006 roku. W 2013 roku został powołany do kadry na Puchar Narodów Afryki 2013.